# Nueva Esperanza, Salto de Agua
Nueva Esperanza är en ort i Mexiko.   Den ligger i kommunen Salto de Agua och delstaten Chiapas, i den sydöstra delen av landet, 800 km öster om huvudstaden Mexico City. Nueva Esperanza ligger 76 meter över havet och antalet invånare är 285.
Terrängen runt Nueva Esperanza är varierad. Runt Nueva Esperanza är det ganska tätbefolkat, med 54 invånare per kvadratkilometer. Närmaste större samhälle är Jerusalén, 5,2 km nordost om Nueva Esperanza. Trakten runt Nueva Esperanza består till största delen av jordbruksmark.